# Mateja Čalušić
Mateja Čalušić (ur. 5 września 1987) – słoweńska polityk i przedsiębiorca, parlamentarzystka, od 2024 minister rolnictwa, leśnictwa i żywności.

## Życiorys
Pochodzi z Kopra. Z wykształcenia inżynier agronom, absolwentka Uniwersytetu Lublańskiego. Ukończyła też kurs sommelierski pierwszego stopnia. Specjalizowała się w zakresie ochrony roślin. Pracowała jako konsultantka, a także w rodzinnej firmie zajmującej się instalacjami budowlanymi i usługami gastronomicznymi.
Związała się z ugrupowaniem Ruch Wolności. W 2022 uzyskała z jego ramienia mandat posłanki do Zgromadzenia Państwowego. W styczniu 2024 została ministrem rolnictwa, leśnictwa i żywności w rządzie Roberta Goloba.